# 447
| [ Edytuj tabelę ] |                                       |
| Cesarz Bizancjum  | - 408 Teodozjusz II 450               |
| Król Franków      | - 426 Klodian 447 - 447 Meroweusz 457 |
| Władca Guptów     | - 414 Kumaragupta 455                 |
| Chan Hunów        | - 434 Attyla 453                      |
| Władca Korei      | - 413 Changsu 491                     |
| Król Munsteru     | - 431 Nad Froích 453                  |
| Papież            | - 440 Leon I 461                      |
| Król Persji       | - 439 Jezdegerd II 457                |
| Cesarz Rzymu      | - 425 Walentynian III 455             |
| Król Wandalów     | - 428 Genzeryk 477                    |
| Król Wizygotów    | - 419 Teodoryk I 451                  |

Rok 447 / CDXLVII
stulecia: IV wiek ~
V wiek ~
VI wiek

lata: 437 «
442 «
443 «
444 «
445 «
446 «
447
» 448
» 449
» 450
» 451
» 452
» 457

## Wydarzenia
- Europa
  - Attyla ponowił atak na Półwysep Bałkański, docierając pod Termopile i Konstantynopol. Od oblężenia Hunowie odstąpili dopiero po oddaniu przez dwór konstantynopolitański pasa twierdz nadgranicznych i potrojeniu trybutu. Miała miejsce bitwa nad rzeką Utus.
  - Meroweusz, założyciel dynastii Merowingów, objął władzę nad Frankami salickimi.
  - Teodoret z Cyru napisał Eranistesa („Żebraka”)

## Zmarli
- Klodian, władca Franków salickich (data sporna lub przybliżona)